# カイス・サイード
カイス・サイード（アラビア語: قيس سعيد(ないしはقيس سعيّد), 本人公式ラテン文字表記：Kais Saïed、1958年2月22日 - ）は、チュニジアの政治家、法学者。現大統領。

## 経歴
ボン岬半島にある町ベニ・ヒヤール出身のモンセフ・サイードとララ・ザキアの間に生まれる。父方のおじのヒシャーム・サイードはチュニジアにおける小児外科の第一人者で、1970年代にシャム双生児の分離手術を行ったことで知られる。

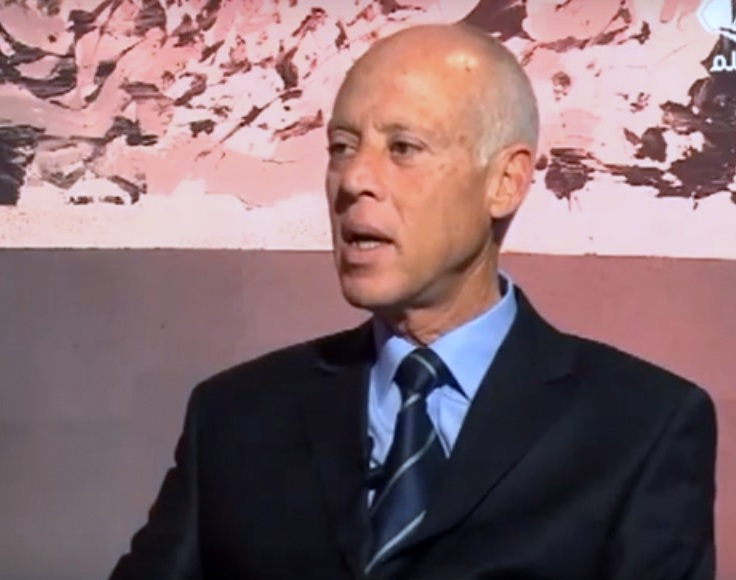
2013年

2018年に退職するまで、チュニス大学に教授として勤務していた。1990年から1995年までチュニジア憲法学会事務局長、1995年からは同副会長を務めた。そのほか、スース大学法学部長やアラブ連盟法律顧問等を歴任した。
2011年、チュニジアでザイン・アル＝アービディーン・ベン・アリー政権が崩壊（ジャスミン革命）、「アラブの春」の先駆けとなった。その後の2014年、チュニジアの新憲法草案への助言を行う専門家委員会が設けられた際には、その一員となった。
2019年の大統領選挙に、サイードは早くから立候補する意思を表明していた 。無所属の社会保守主義者として、サイードは若者の有権者にアピールしようと考えた。「道徳的または経済的」いずれの腐敗とも戦うためのプランを明らかにし、イスラーム主義者と左派の双方から支持を得た。
2019年6月の Acharaâ Al Magharibi 紙のインタビューでは、死刑を支持する姿勢を示した。また、同性愛者が外国から資金提供や支援を受けているとして、「かなりの数の住宅が外国の勢力に貸し出されていると聞かされた」とも述べた。こうしたサイードの保守的な立場は女性の問題についてもみられ、イスラーム法の解釈に従い、相続における男女平等に反対すると言明した。
外交政策ではイスラエルとの関係正常化に反対し、イスラエルはイスラーム世界と戦争状態にあるのであって、シオニストとの関係を正常化しようとするムスリムの国家指導者は、誰であれ反逆罪で裁かれるべきだと述べた。その一方で、国内にユダヤ人問題は存在しない、父も第二次世界大戦中はユダヤ人を匿ったなどとも語った（チュニジアは第二次世界大戦前半、ユダヤ人を迫害したナチス・ドイツなど枢軸国と連合国軍の戦場だった）。
選挙戦でサイードはイスラーム主義政党「ナフダ」の支持を受けて、社会保守主義の立場を示していたが、自らをイスラーム主義者と称することはなく、顧問にも様々な政治信条の人物を登用した。個人的な信条に過ぎないと断りつつも、憲法に宗教的な要素を加えることには反対した。
アラビア語チュニジア方言ではなくフスハー（正則アラビア語）を用いる硬派な語り口、法と秩序を重んじる姿勢などから、メディアからは「ロボコップ」とあだ名された。しかし、本人は選挙戦で「庶民の男」を自称し、ポピュリスト政治家である対抗馬のナビール・カルーイと似たようなアピールを行った。
大統領選の第一回投票で、サイードは全候補者中最多の62万711票を得票し、2位のカルーイとの決選投票に進んだ。そして、10月14日の決選投票で72.71%を得票し、大統領に当選。10月23日に就任した。サイードは、1956年のチュニジア独立後に生まれた最初の大統領である。
折からの経済不況や財政危機、また新型コロナウイルス感染症対策をめぐってヒシェーム・マシーシー首相と対立するようになり、2021年7月25日にマシーシーを首相（兼内相）を解任し、新たに任命する首相とともに自らが行政権を引き継ぐと宣言。また議会機能を30日間停止した。しかしその後は新首相や正常化に向けた道筋を示すことができず、8月23日に議会機能の停止を無期限に延長した。9月29日にナジュラ・ブデンを新首相に指名し、10月11日に宣誓し就任した。
2021年12月13日のテレビ演説では民政移管に向けた予定表を提示し、2022年1月より新憲法制定に向けたオンライン公聴会を開始し、起草する専門家会議の設置を行った上で、同年7月25日に新憲法制定に向けた国民投票を、同年12月17日に人民議会選挙を実施すると表明。ただし、それまでは議会の停止状態を維持するとも述べたため、独裁体制の長期化を懸念する声も挙がった。
2022年3月30日、議員の半数以上がオンラインで開かれた議会に参加し、議会の停止を命じた大統領令への反対票を投じた。これを受けサイードは「国家に対する陰謀だ」として、議会の解散を命じた。
チュニジアには大統領令が合法かを審査する憲法裁判所がなく、サイード政権は批判的な裁判官を50人以上罷免しており、議会停止と相まって三権分立が機能していない。こうした強権的政治にもかかわらず支持率が高いのは、既成政党に属さない法学者出身で、利権に関わらない清廉潔白なイメージが強いためで、「清廉な独裁者」とも呼ばれる。
2023年8月2日、サイードはブデンを解任し、後任の首相に元中央銀行人事部長のアハメド・ハシャニを指名した。2024年8月7日、ハシャニを解任し、後任に社会問題相のカメル・マドゥリを指名した。
2024年10月6日に執行された大統領選挙では得票率90.7％で再選されたと、チュニジアの選挙管理委員会が翌7日に発表した。野党候補のアヤチ・ザメルは7.3％、投票率は28.8％。野党のボイコットなどで、投票率は前回決選投票の55.0%から大幅に低下した。その後、サイードは閣僚の業績に対する不満を述べるようになり、2025年2月5日にはシヘム・ボーディリ財務相を解任。3月21日にはマドゥリ首相も解任し、後任にはサラ・ザアファラニ住宅設備大臣を充てた。

## 人物
当時スースで法律を学んでいた、裁判官のイシュラーフ・シェビールと結婚した。3人の子どもがいる。